# Neferut
Neferut war eine altägyptische Prinzessin am Übergang von der 5. zur 6. Dynastie. Sie war möglicherweise eine Tochter von Pharao Unas, dem neunten und letzten Herrscher der 5. Dynastie. Ihr Name ist bislang nur auf einem einzigen Reliefblock belegt, der verschleppt im Umfeld der Unas-Pyramide nahe der Mastaba der Königin Chenut gefunden wurde. Auf diesem Block wird Neferut als leibliche Königstochter bezeichnet. Ob Chenut oder Unas’ zweite königliche Gemahlin Nebet ihre Mutter war, ist unbekannt. Mehrere mögliche Geschwister oder Halbgeschwister von Neferut sind bekannt: Ihr Bruder Unasanch und ein weiterer Bruder, dessen Name nicht überliefert ist, sowie ihre Schwestern Chentkaus, Hemetre Hemi, Iput I. (die spätere Gemahlin von Pharao Teti), Seschseschet Idut und eventuell Neferetkaus Iku.